# Reddick (Illinois)
Reddick è un villaggio degli Stati Uniti d'America, situato nello Stato dell'Illinois, diviso tra la contea di Kankakee e la contea di Livingston.